# An der schönen blauen Donau (Film)
An der schönen blauen Donau ist eine österreichische, heitere Liebesromanze aus dem Jahr 1955 unter der Regie von Hans Schweikart. Hardy Krüger verkörpert den König von Carpien, der aus Gründen der Staatsräson die ihm unbekannte Prinzessin Genoveva, gespielt von Nicole Besnard, heiraten soll. Als beide sich zufällig in Wien treffen und ineinander verlieben, wissen sie nicht, wer der jeweils andere ist. Paul Hörbiger spielt den Beamten, der zum Schutz des Königs abgestellt worden ist.

## Handlung
Baron Philipp von und zu Weidendorf hat eine Autopanne und wird von einem jungen Mann, der sich als Richard vorstellt, mitgenommen. Er erzählt ihm, dass er zur Residenz müsse, um mit dem König Richard Friedrich Wilhelm VIII. zu sprechen. Richard meint, da könne er ihm behilflich sein, er sei nämlich der König. Richard weiß, dass man ihm wieder eine Prinzessin präsentieren will, da er nach dem letzten Wunsch seines verstorbenen Vaters vor seinem 28. Lebensjahr verheiratet sein muss, weil sein Anspruch auf den Thron von Carpien sonst verfällt. Fast jeden Tag präsentiert man Richard eine neue Prinzessin. Der junge König will jedoch aus Liebe heiraten und möglichst eine Bürgerliche, wie schon sein Ururgroßvater. Baron von und zu Weidendorf preist ihm die Vorzüge von Prinzessin Genoveva Brabantini, die ihm diesmal offeriert wird, in den höchsten Tönen, hat allerdings kein Foto der Prinzessin dabei.
Genoveva wendet eine List an, als man Fotos von ihr aufnimmt und präsentiert sich in seltsamer Verkleidung in der Hoffnung, dass der junge König ihre Bilder genauso scheußlich findet, wie sie. Ähnlich wie Richard äußert sie ihrer Mutter gegenüber, dass sie nur aus Liebe heiraten werde. Als man dem König die Bilder von Genoveva zeigt, ist er alles andere als begeistert. Trotzdem hat man ein Zusammentreffen zwischen der Prinzessin und ihm in Wien arrangiert. Kriminalrat Schröder wird von Hofrat Haller zur Sicherheit des jungen Königs von Carpien abgestellt. Genoveva wohnt während ihres Aufenthalts in Wien bei ihrer Tante Susanne, während Richard bei Graf und Gräfin Eichenfels logiert. Der junge König trägt inzwischen keinen Vollbart mehr und sieht völlig anders aus, als auf den Fotos, die man von ihm kennt. Als er mit Schröder ein Geschäft aufsucht, trifft er auf eine junge Dame, die er beim Lippenstiftkauf berät. Er weiß nicht, dass es sich um Prinzessin Genoveva handelt, ist jedoch sofort äußerst angetan von der jungen Dame, und folgt ihr durch Wien, ohne dass Schröder ihm von der Seite weicht. Endlich gelingt es ihm auch Kontakt mit der jungen Frau aufzunehmen und sie für den Nachmittag einzuladen. Obwohl sie ihm wenig Hoffnung macht, dass sie kommen werde, äußert sie ihrer Tante Susanne gegenüber, dass sie sich verliebt habe, so richtig.
Richard begibt sich inzwischen im Zoo Schönbrunn zu den Elefanten, über den Kauf eines solchen hatte er nämlich mit der unbekannten jungen Dame gesprochen. Und dann kommt auch schon Genoveva in Begleitung ihrer Tante, die sich allerdings diskret zurückzieht. Als sie den ihr bekannten Schröder sieht, kommen beide ins Gespräch. Es ist eine große Überraschung für beide, als sie wechselseitig erfahren, wer da gerade ein Rendezvous hat. Schröder will den beiden gleich alles sagen, Susanne jedoch ist der Meinung, dass das falsch sei und man erst einmal schweigen solle, um dem König und der Prinzessin Zeit zu lassen, sich so ineinander zu verlieben, dass sie nicht mehr ohne einander sein könnten. Es sei schließlich ein Unterschied, ob man jemanden zufällig kennenlerne oder eine Begegnung arrangiert werde. Das setzt die energische Frau, die als Künstlerin arbeitet, auch bei Hofrat Haller durch. Mit Haller verband sie in ihrer Jugend eine große Liebe, die keine Zeit hatte, sich zu stabilisieren. Über eine Radiodurchsage informiert man die Wiener und bittet sie um Hilfe, dem jungen Paar diese Zeit zu schenken. Als Erkennungszeichen dient eine weiße Chrysantheme, die beiden von einer Blumenfrau in äußerst geschickter Manier angetragen worden ist. Und die Wiener machen begeistert mit, was für Schröder und seine Leute Schwerstarbeit bedeutet, da jeder einen Blick auf das royale Paar werfen möchte. Ein erneuter Aufruf im Radio sorgt dann dafür, dass man König und Prinzessin endlich Zeit einräumt, allein zu sein. In einem Kino, das sie aufsuchen, kommt es zum ersten Kuss und zu einer Liebeserklärung. Eine Trennung fällt beiden sehr schwer, um Mitternacht jedoch ist das Märchen aus und die Wirklichkeit beginnt, als Elisabeth, so nennt Richard Genoveva, plötzlich verschwunden ist.
Dann ist der Moment da, wo während eines offiziellen Empfangs im Palais Eichenfels Prinzessin und König einander vorgestellt werden sollen. Der König meint, er tue jetzt hier seine Pflicht, aber morgen gehe er nach Paris. Er weiß, dass das seine Abdankung bedeutet. Auch Gennie, wie Prinzessin Genoveva gerufen wird, äußert sich Mutter und Tante gegenüber ähnlich. Als beide sich dann sprachlos gegenüberstehen, sagt Richard genau das Falsche: „Ich freue mich, dass meine zukünftige Braut genauso schön wie geschickt ist.“ Fassungslos läuft Gennie davon. Sie glaubt, dass Richard ihr nun niemals mehr vertrauen könne, weil er überzeugt sei, dass sie diese Komödie mitgemacht habe. Schröder spricht bei Richard vor und bringt ihn dazu, noch einmal über alles nachzudenken, dann werde er selbst darauf kommen, dass die Prinzessin echte Gefühle für ihn habe. Das bringt den jungen König zum Umdenken. Als Gennie am anderen Morgen erwacht, glaubt sie ihren Augen nicht zu trauen, als sie aus dem Fenster schaut und einen jungen Elefanten sieht. Barfuß und im Morgenkleid läuft sie hinaus und dann ist auch schon Richard da. Auf seinen Armen trägt er sie die Treppe hinauf und meint, seine Liebe sei so wahr, wie der Elefant im Garten.

## Produktionsnotizen, Veröffentlichung
Produktionsfirma war die Österreichische Film GmbH (Öfa), Wien, Schönbrunn-Film Ernest Müller (Wien). Die Dreharbeiten in dem 1954 entstandenen Film fanden in den Ateliers Wien-Schönbrunn der Wien-Film Ges. mbH. sowie in Wien und Umgebung statt. Die Gesamtleitung lag bei Alfred Lehr, die Filmbauten stammten von Fritz Jüptner-Jonstorff. Die Produzenten Lehr und Müller fungierten zugleich als Produktionsleiter.
Paul Hörbiger trägt das Lied vor: Heut bin ich der König von Wien.
An der schönen blauen Donau wurde am 25. Januar 1955 in München uraufgeführt. In Spanien (Madrid) wurde der Film unter dem Titel Viviré siempre contigo am 8. August 1960 veröffentlicht, in Dänemark am 28. April 1961 und in Finnland unter dem Titel Tonava kaunoinen am 25. Mai 1961.

## Kritik
Im Lexikon des internationalen Films wird An der schönen blauen Donau als „redlicher, aber vergeblicher Versuch, nach dem Zweiten Weltkrieg die Tradition des Wiener Operettenfilms wiederaufleben zu lassen“ bezeichnet.